# Великое Иллирийское восстание
Вели́кое Иллири́йское восста́ние 6—9 годо́в (лат. Bellum Batonianum) — восстание иллирийских и паннонских племён против власти Римской империи, обозначившее конец завоевательных успехов императора Августа и переход римлян к обороне.

## Состояние источников
Основными источниками по этой войне являются работы Веллея Патеркула и Диона Кассия. Веллей Патеркул - профессиональный военный, прибывший на фронт в 7 году и лично участвовавший в операциях. К сожалению, он не столько описывает ход восстания, сколько восхваляет доблесть Тиберия. Он обещал дать подробное описание войны в другом своём сочинении, которое если и было написано, то до нас не дошло.
Дион Кассий даёт гораздо больше сведений, но свой труд он написал через двести лет после восстания, и, хотя в его распоряжении, как предполагают, имелся какой-то источник мемуарного характера, происходящий из окружения Германика, а сам он одно время был наместником Паннонии и Далмации, рассказ этого автора содержит хронологические и топографические неточности.

## Римская экспансия

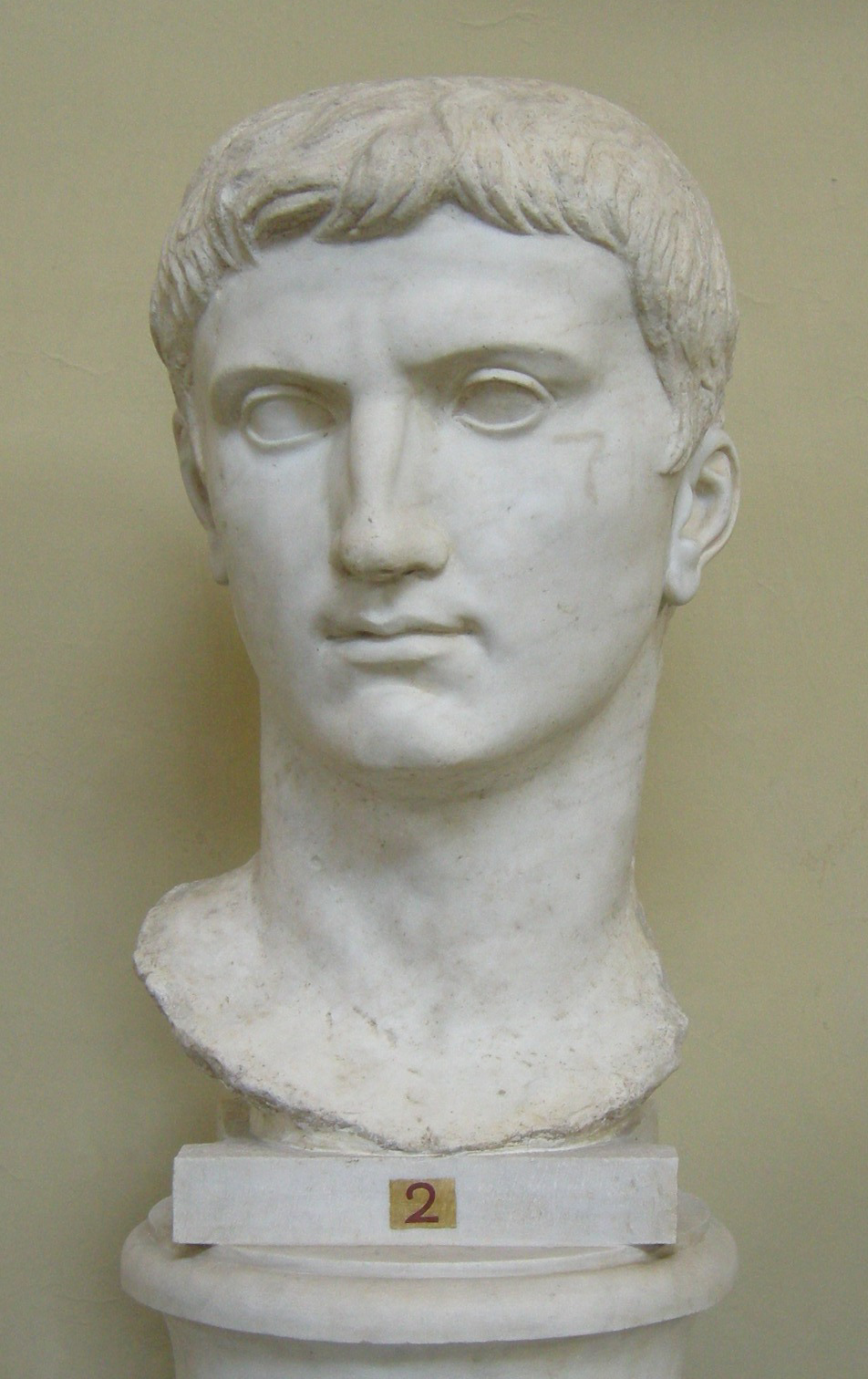
Тиберий

В результате Паннонской войны римляне покорили южную часть Паннонии, внутренние районы Далмации и вышли к среднему Дунаю. Дальнейшие события, с 8 до н. э. по 6 н. э. известны очень плохо, так как Тиберий был направлен в Германию, и кампании, проводившиеся римлянами на Балканах и среднем Дунае, почти не отражены в источниках.
Легат Секст Аппулей в 8 до н. э. завершил усмирение паннонцев, а в последующие годы римские войска, как полагают, трижды проводили операции на северном берегу Дуная, переправляясь с территории Паннонии и Мёзии. В это время император приостановил наступление в Германии и сосредоточил ударную группировку на Балканах, ставя целью выход к Дунаю на всем его протяжении от Бойгемиума (Богемия) до восточной Мёзии. Первым походом, вероятно, руководил Марк Виниций, разбивший бастарнов за Дунаем.
К периоду между 6 до н. э. и 4 н. э. Р. Сайм относил успешную кампанию Гнея Корнелия Лентула, форсировавшего Дунай и отомстившего дакам за нападение на Паннонию. В самой Иллирии римские владения должны были достигнуть границ Мёзии, западная часть которой была, в основном, подчинена к 11 до н. э.

## Предпосылки восстания
Наступление на границах создавало предпосылки восстания в тылу. Римские армии рвались вперёд, не особо заботясь о закреплении достигнутых результатов, а управление покорёнными областями сопровождалось вымогательствами и насилием со стороны колониальной администрации. Впоследствии пленный вождь восставших сказал Тиберию: «Вы, римляне, сами виноваты в кровопролитии, потому что посылаете для охраны наших стад не пастухов и собак, а волков». Нуждаясь в людях, завоеватели формировали ауксилиарные контингенты из местных жителей, обученных и вооружённых на римский манер. По мнению Веллея Патеркула, именно это обстоятельство способствовало первоначальному успеху восставших, поскольку «все паннонцы знали не только дисциплину, но и язык римлян; многие были даже грамотны и знакомы с литературой».
В результате военная машина империи дала «настолько серьёзный сбой, что при ином стечении обстоятельств он мог стать роковым для Рима». Светоний не слишком преувеличил, называя эту войну «самой тяжёлой из всех войн римлян с внешними врагами после Пунических» (gravissium omnium externorum bellorum post Punica).

## Начало восстания
Непосредственным толчком для восстания послужил сбор вспомогательных войск для похода Тиберия против царя маркоманнов Маробода. С этими частями наместник Паннонии и Иллирика Марк Валерий Мессала Мессалин должен был идти на соединение с Тиберием. По словам Веллея Патеркула, племена вступили в сговор, и когда основные римские силы выступили из Карнунта, восстание немедленно охватило Паннонию и Иллирик. Во главе восставших стояли Батон Иллирийский, из племени дезитиатов, и Батон Паннонский, из племени бревков (Веллей Патеркул называет их «свирепейшими и опытнейшими вождями»), а также десидиат Пинн. В общей сложности численность восставших племён составила 800 тыс. человек, и они выставили до 200 тыс. пехоты и 9 тыс. конницы.
Направленные против мятежников немногочисленные римские войска были разгромлены, восставшие уничтожили вексилляции VII, IX и ХХ легионов, оставленные в провинции в качестве гарнизонов, и вырезали всех римских граждан.
Веллей Патеркул сообщает, что восставшие разделили свои силы на три части: одна должна была охранять освобождённые территории, другая — вторгнуться в Македонию, третья — наступать на Италию. По его словам, известие о восстании вызвало такой страх, что «поколебался и ужаснулся даже стойкий, укреплённый опытом стольких войн дух Цезаря Августа», заявившего в сенате, что если не принять немедленные меры, то противник уже через десять дней может показаться перед городом. Эти страхи оказались преувеличенными, так как никакого наступления на Италию не было предпринято, и нет сведений, что города Навпорт и Аквилея, граничившие с Иллирией, были атакованы повстанцами. Неизвестно даже, участвовали в восстании яподы, сильное племя, жившее на границе с Италией, или нет.
По словам Диона Кассия восстание развивалось спонтанно, началось в Иллирии, а после первых успехов перекинулось на Паннонию. Среди лидеров повстанцев не нашлось фигуры, равной Ганнибалу, и они упустили возможность напасть на беззащитную в тот момент Италию. Десидиат Батон осадил Салону, но взять хорошо укреплённый город не смог, при этом сам он был ранен и временно выбыл из строя. Его войска занялись грабежом далматинского побережья, дойдя до Аполлонии, а затем предав огню и мечу Македонию.

## Кампания 6 года

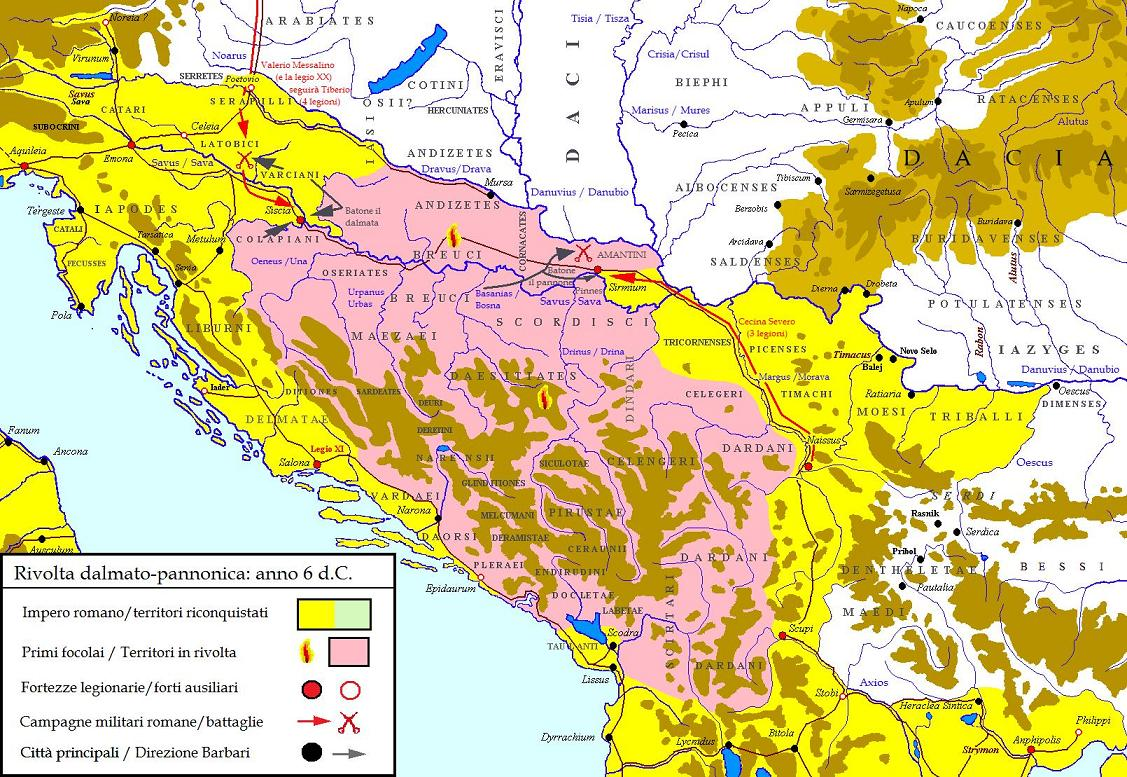
Кампания 6 года

Тиберий, находившийся в пяти переходах от расположения Маробода, немедленно заключил с ним мир и стремительным маршем двинулся в Паннонию, чтобы занять Сискию и прикрыть италийское направление. Батон Иллирийский, ещё не оправившийся от раны, выступил ему навстречу, и с 20-тыс. войском атаковал римский авангард Валерия Мессалы, у которого под началом был только XX легион половинного состава. Нанеся римлянам поражение, он окружил Мессалу, и только благодаря стойкости солдат и хладнокровию командующего римлянам удалось пробиться, а затем заманить противника в засаду, разгромив и рассеяв его войско. После этой блестящей победы, которая спасла исход кампании, XX легион получил почётное прозвание Valeriа Victrix («Валериев Победоносный») — уникальный случай для эпохи империи, когда принцепс и его родственники старались присвоить себе всю славу.
Победа Мессалы позволила Тиберию прорваться в Сискию, и предотвратила распространение мятежа на западную Паннонию. На востоке Батон Паннонский осадил Сирмий — главную римскую базу на среднем Дунае. На помощь осаждённым пришёл легат Мёзии Авл Цецина Север и фракийская конница царя Рёметалка. Осада Сирмия была снята, но Цецине и фракийцам пришлось возвращаться назад, так как через Дунай переправились даки и савроматы.
Потерпевший поражение Батон Иллирийский ушёл на соединение со своим паннонским тёзкой. Они закрепились на горе Альма, к северу от Сирмия (ныне Фрушка-Гора), чтобы помешать подходу на помощь Тиберию войск из Мёзии. Таким образом, по итогам кампании римляне сохранили только свои главные базы в регионе, при этом Сирмий и Салона были отрезаны от основных сил Тиберия.
С приближением зимы иллирийцы снова вторглись в Македонию; мобильные отряды Рёметалка и его брата Раскупорида охотились за отдельными группами, рассыпавшимися для грабежа, и истребляли их.

## Кампания 7 года

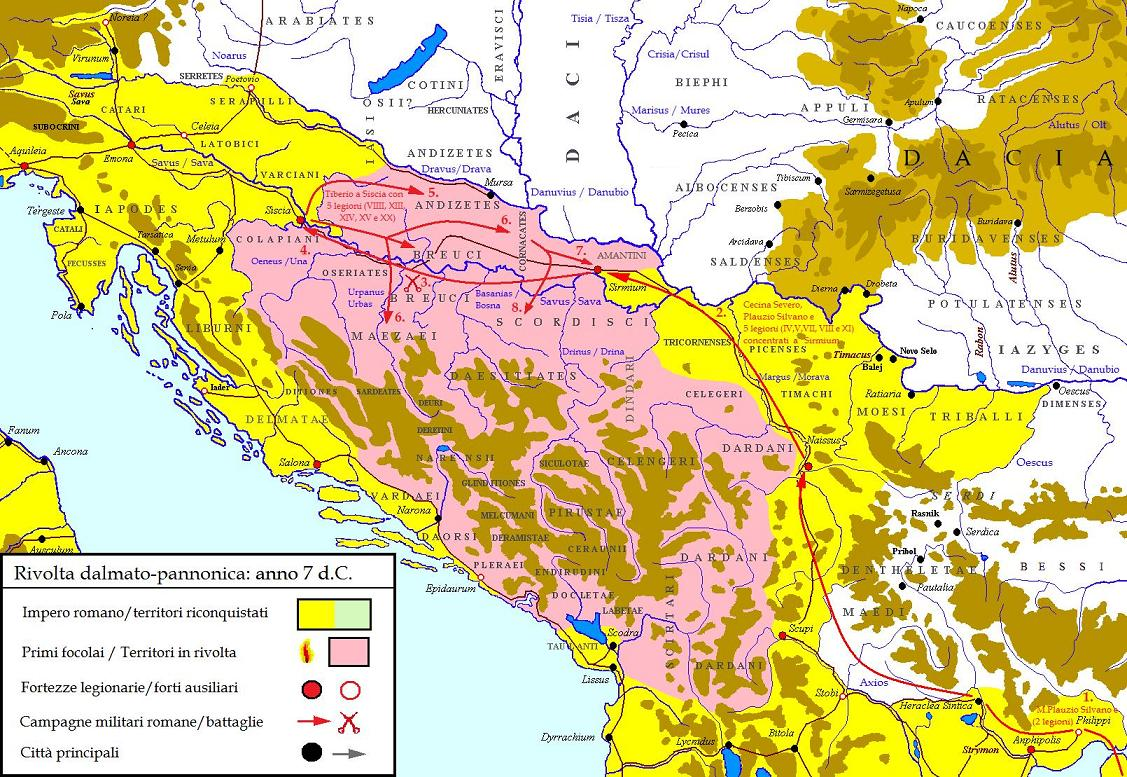
Кампания 7 года

Август принимал лихорадочные меры к пополнению армии, чтобы переломить ход войны. Был проведён чрезвычайный воинский набор, повсюду призваны на службу ветераны, у частных лиц были даже выкуплены молодые и здоровые рабы для зачисления в армию. Этого оказалось недостаточно, тогда прибегли к принудительному призыву на военную службу свободных и вольноотпущенников. Эта мера была крайне непопулярной, один всадник предпочёл даже искалечить своих сыновей, чтобы не отправлять их на войну. Для финансирования кампании был введён двухпроцентный налог с продажи рабов и отменены государственные ассигнования на гладиаторские бои. Наспех собранные отряды зимой 6/7 годов были отправлены в Паннонию, среди командиров были десигнированный квестор Веллей Патеркул и Германик (тоже квестор). Однако эти подразделения, состоявшие, в основном, из всякого сброда, годились в лучшем случае для обороны, для наступательных же действий требовались настоящие войска.
Сбылось предсказание Тита Ливия о том, что недалёк тот день, когда Рим больше не сможет, как во времена республики, выставить по первому требованию десяток свежих легионов. Отозвать войска из Германии было нельзя, а транспортировка подразделений с востока требовала времени. В конце концов римлянам удалось собрать группировку из войск легата Мёзии Цецины Севера, пяти легионов из заморских провинций и фракийской конницы Рёметалка. Принявший общее командование Марк Плавтий Сильван с тяжелейшими боями пробивался к Сискии через занятую врагом территорию. У Вульциевых болот (Vulcae plaudes), в районе совр. Винковцы, произошло сражение с основными силами бревков и десидиатов. Превосходящие силы под командованием обоих Батонов атаковали римлян, рассеяли кавалерию, обратили в бегство ауксилиарные когорты, и потерпели поражение только при штурме лагеря.
После подхода подкреплений в распоряжении у Тиберия оказалось десять легионов, свыше семидесяти когорт, четырнадцать ал кавалерии, более десяти тысяч ветеранов, большое количество «добровольцев» (вольноотпущенников), фракийская конница. По словам Веллея Патеркула, такой армии не было со времён гражданских войн. Считая, что мятежники больше не отважатся на открытое сражение, Тиберий рассредоточил войска. Цецина Север вернулся в Мёзию, которую нельзя было надолго оставлять без присмотра, два или три легиона Сильвана были направлены к Сирмию на усмирение восточной Паннонии, а сам Тиберий занялся Далмацией. В войне наступил перелом. Германик прошёл долиной Уны в область медзеев, обитавших между Уной и Саной (север Боснии), разгромил их и подчинил этот район.

## Кампания 8 года

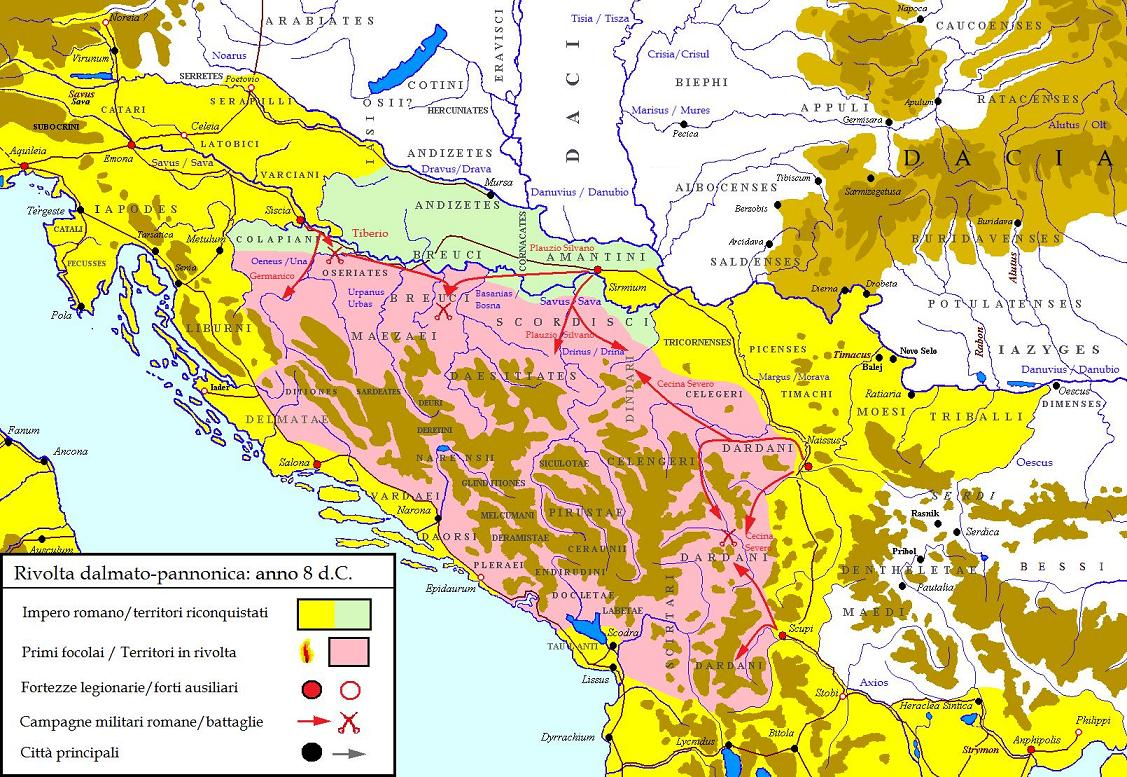
Кампания 8 года

Зимой 7/8 годов Тиберий ездил в Италию, вероятно, чтобы убедить императора в правильности выбранной им тактики. Метод, предложенный им, состоял в разделении восставшего региона на секторы, чтобы войска одновременно в разных местах, соединяя тактику выжженной земли с блокадой укреплений, могли постепенно подавить восстание, избежав ненужных потерь со своей стороны. Успеху римлян способствовали разногласия и соперничество среди самих повстанцев. 3 августа бревки сложили оружие на реке Батин (Босна).
По такому случаю Август даже прибыл в Аримин на встречу Тиберию и Германику, прибывшим с сообщением об этом событии. Батон Паннонский выдал римлянам десидиата Пинна, и в награду был назначен правителем своего народа. К концу 8 года казалось, что война, в основном закончена, так как отдельные очаги восстания сохранялись только в Далмации, и Август отозвал Тиберия в Италию. Главное командование было поручено Германику, чтобы тот смог без особого риска увенчать себя лаврами победителя. Командовать в Паннонии был назначен Марк Эмилий Лепид.
Вскоре, однако, возникли затруднения. Когда Батон Паннонский приказал своим подданным выдать римлянам заложников, те возмутились, схватили его самого и отправили к иллирийскому тёзке, который казнил предателя. Затем Паннония снова восстала.

## Кампания 9 года

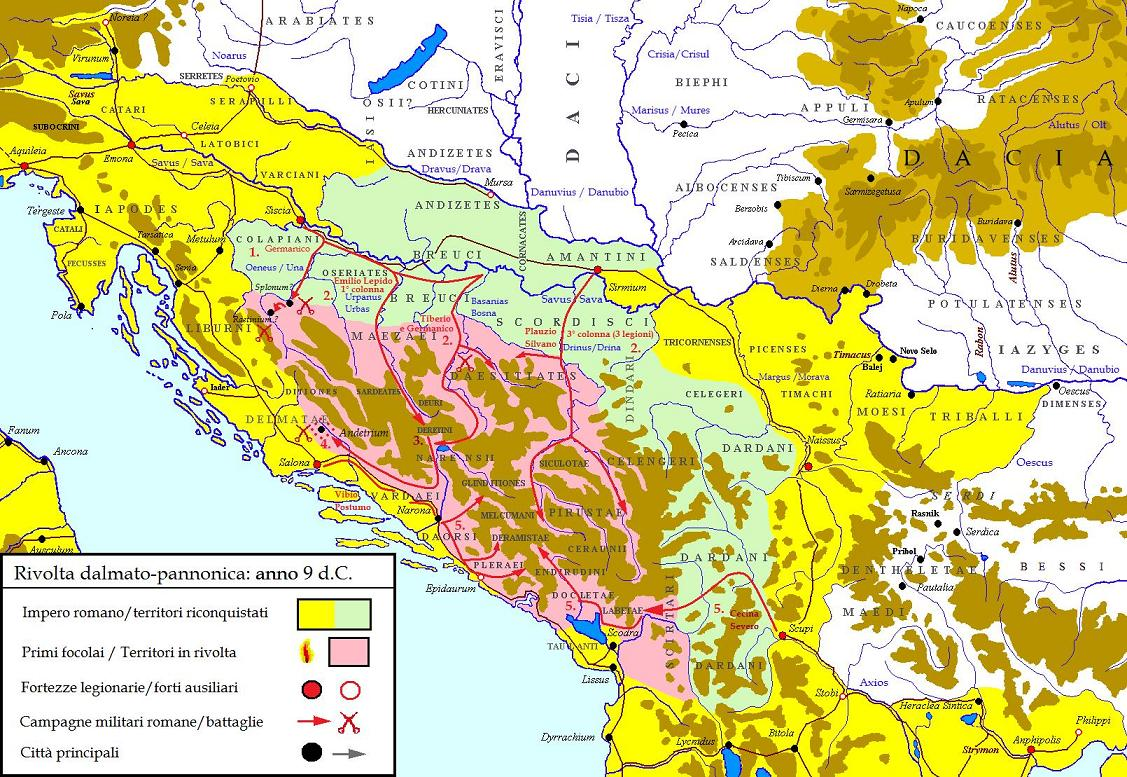
Кампания 9 года

Германик не справился с возложенной на него задачей. Как полагают, ему не хватило военного опыта, а к тому же он всегда стремился к победам, не считаясь с потерями. Август вновь назначил Тиберия командующим. Тот высадился в Салоне весной 9 года. Племена пирустов и десидиатов отчаянно сопротивлялись, используя удобства гористой и поросшей лесами местности, и опираясь на почти неприступные крепости Сплонум, Ретиний, Ардубу и Андетерий. Тем не менее, армии Плавтия Сильвана, Эмилия Лепида и Германика постепенно сжимали кольцо окружения. Эмилий Лепид, подавив мятеж паннонцев, в начале лета взял крепость Серетион, где-то между Савой и Динарскими горами, после чего с жестокими боями пробился через Динарское нагорье к Салоне на соединение с Тиберием. По пути он разорял местность, все сжигал и вырезал население. По словам Веллея Патеркула, если бы Лепид воевал под своими ауспициями, то за этот поход ему бы полагался триумф.
Германик захватил Сплонум (Шипово) и Ретиний (Бихач), а Тиберий начал осаду Андетерия (Муч), резиденции Батона, находившейся в нескольких километрах к северу от Салоны. Осада длилась долго, и захватить крепость удалось, лишь обнаружив тайный подъём. Самому Батону удалось скрыться до начала штурма. Затем Германик овладел Ардубой. Жители города не пожелали сдаться и погибли в огне, либо бросаясь со скал в реку. Последние бои происходили на юге Иллирии, в земле пирустов (Черногория и север Албании).

Эта летняя кампания положила конец великой войне: ведь далматские племена — пирусты и десидиаты, почти неодолимые благодаря обитанию в горах, неукротимости нрава, а также исключительным навыкам боя и главным образом узости лесистых ущелий, были усмирены лишь тогда, когда их почти полностью перебили не только под предводительством Цезаря, но его собственной силой и оружием.— Веллей Патеркул. II. 115, 4
Батон Иллирийский сдался Тиберию и получил прощение при посредничестве своего сына Сцевы. Тиберий наградил его «щедрыми дарами, в знак благодарности за то, что позволил ему вырваться из теснин, где он был окружён с войском», по-видимому, в кампанию 7 года.
За победу в войне Август и Тиберий получили триумф, Германику определили триумфальные отличия.

## Итоги
«Четыре кровавых года» войны закончились. Подавление паннонско-иллирийского восстания, по справедливому замечанию Германа Бенгтсона, «не относится к славным событиям римской военной истории». Лишь сосредоточив на театре военных действий около трети вооружённых сил империи, применяя голодную блокаду, тактику выжженной земли и геноцид, римляне сумели добиться победы. Но этот успех обошёлся дорого.
Племена Иллирии и Паннонии не смогли добиться независимости, но отвлекли на себя крупные силы, заставив римлян приостановить наступление в Германии. Значительные людские ресурсы были брошены на Балканы и перемолоты в мясорубке войны, на несколько лет обескровив римскую армию. В Риме ещё не успели закончить празднование победы, как из Германии пришла весть о новой катастрофе.

Едва Цезарь положил конец Паннонской и Далматской войнам, как менее чем через пять дней после столь великих деяний из Германии пришло горестное известие о гибели Вара и уничтожении трех легионов и стольких же конных отрядов и шести когорт.— Веллей Патеркул. II. 117, 1.
Римляне сделали некоторые выводы из обстоятельств восстания. Было решено организовать в соседней Мёзии провинциальное управление, а в Паннонии лагеря легионов устроили не на границе, а в глубине территории, на линии Савы и Дравы, ослабив пограничную оборону, но усилив контроль над внутренними районами. В Эмоне был размещён легион XV Аполлонов, в Сискии — IX Испанский, и VIII Августов в Петовии.